# Beuren (bei Nürtingen)
Der Kur- und Erholungsort Beuren ist eine Gemeinde im Landkreis Esslingen am Albtrauf der Schwäbischen Alb in Baden-Württemberg. Sie gehört zur Region Stuttgart (bis 1992 Region Mittlerer Neckar) und zur Randzone der europäischen Metropolregion Stuttgart. Beuren ist mit dem überwiegenden Teil seiner Gemarkung (95,2 %) Teil des Biosphärengebiets Schwäbische Alb.

## Geographie

### Geographische Lage
Beuren liegt im Neuffener Tal unmittelbar am Albtrauf unterhalb der Burgruine Hohenneuffen. Die Landeshauptstadt Stuttgart ist rund 28 km entfernt, Reutlingen liegt rund 16 Kilometer südwestlich von Beuren. Der tiefste Punkt der Beurener Gemarkung befindet sich im Tiefenbachtal bei 335 Meter über NN, der höchste Punkt auf der Albhochfläche am Burghörnle in der Nähe des Beurener Felsens bei 733 Meter. Die geschützte Lage im Talkessel zwischen Hohenneuffen und Beurener Fels wirkt sich auf das Klima und auch auf den Obst- und Weinanbau positiv aus.
Beuren liegt im Bereich des Schwäbischen Vulkans, auf Beurener Markung sind sechs ehemalige Vulkanschlote nachgewiesen. Die Bergkegel von Engelberg, Spitzenberg und Hohbölle sind solche ehemaligen Vulkane. Die längst erloschenen Feuerberge haben einen Schatz besonderer Art zurückgelassen: heißes Thermal-Mineralwasser. Die geothermische Tiefenstufe in Beuren liegt bei elf Metern (Die Temperatur der Erdkruste nimmt alle elf Meter um ein Grad zu). Das ist dreimal so viel wie in Deutschland sonst üblich.

### Gemeindegliederung
Zu Beuren gehört das Dorf Beuren und der Ort Balzholz. Außerdem gehören die Wohnplätze Haldenhof (Markung Balzholz) und Sonnenhof im Tiefenbachtal zu Beuren. Der Sonnenhof ist mit Beuren durch eine Gemeindeverbindungsstraße verbunden. Die Wohngebäude des Sonnenhofs bilden insofern eine Ausnahme, als die Versorgung mit Energie, Telefon usw. komplett von Nürtingen aus erfolgt.

### Nachbargemeinden
Angrenzende Gemeinden sind Nürtingen im Norden, Dettingen unter Teck und Owen im Osten, Erkenbrechtsweiler im Süden, Neuffen und Frickenhausen im Westen.

### Flächenaufteilung
Nach Daten des Statistischen Landesamtes, Stand 2014.

## Geschichte

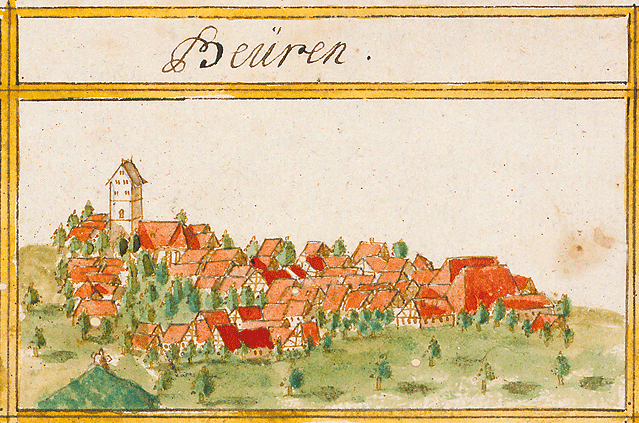
Beuren 1683/1685 im Kieserschen Forstlagerbuch

Beuren wurde 1304 erstmals urkundlich erwähnt, als die Habsburger gegenüber Graf Eberhard I. von Württemberg auf alle Ansprüche an dem Ort verzichteten. Seither gehört Beuren ununterbrochen zu Württemberg. Der Ort gehörte zunächst zum altwürttembergischen Amt Neuffen. Bei der Umsetzung der neuen Verwaltungsgliederung im 1806 gegründeten Königreich Württemberg wurde Beuren dem Oberamt Nürtingen zugeordnet. Die Verwaltungsreform während der NS-Zeit in Württemberg führte 1938 zur Zugehörigkeit zum Landkreis Nürtingen. 1945 bis 1952 gehörte der Ort zum Nachkriegsland Württemberg-Baden, das 1945 in der Amerikanischen Besatzungszone gegründet worden war, ab 1952 dann zum neuen Bundesland Baden-Württemberg. Nach der Auflösung des Landkreises Nürtingen im Zuge der Kreisreform kam der Ort 1973 zum Landkreis Esslingen.

### Religionen
Seit der Reformation ist Beuren evangelisch geprägt. Die evangelische Kirchengemeinde Beuren gehört zum Kirchenbezirk Nürtingen. Sie hält ihre Gottesdienste in der Nikolauskirche ab und hat ungefähr 1950 Mitglieder (Stand 2021).
Erst der Zuzug von Heimatvertriebenen nach dem Zweiten Weltkrieg führte wieder zu einer nennenswerten Zahl römisch-katholischer Gläubiger, die mit St. Paulus auch eine eigene Kirche im Ort besitzen. Organisatorisch bilden sie mit Neuffen und Kohlberg die Katholische Kirchengemeinde St. Michael Fischer.
Die neuapostolischen Gemeinde hat sich mit Frickenhausen zusammengeschlossen, die Kirche lag früher in der Straße „An der Raise“.
Die Christengemeinde Beuren gehört organisatorisch zur Christengemeinde Wendlingen.

### Eingemeindungen
Im Jahr 1938 wurde die Gemeinde Balzholz nach Beuren eingemeindet. Der Ortsname bedeutet  eine Siedlung im Wald des Bald. Erstmals erwähnt wird der Ort 1298. 1521 bestand Balzholz aus sechs Häusern. Im Dreißigjährigen Krieg war Balzholz mehrere Jahre unbewohnt. 1938 bei der Eingemeindung hatte Balzholz 319 Einwohner. Das Wappen wurde 1930 angenommen. Es geht auf einen alten Siegelstock zurück, der eine Angel zeigte. Auf goldenem Schild über grünem Boden einen aufgerichteten schwarzen Angelhaken zwischen grünen Buchenstauden. Die Angel soll angeblich an die ehemals zum Schutz der Festung Hohenneuffen auf Balzholzer Markung ausgelegten Fußangeln erinnern.

### Einwohnerentwicklung

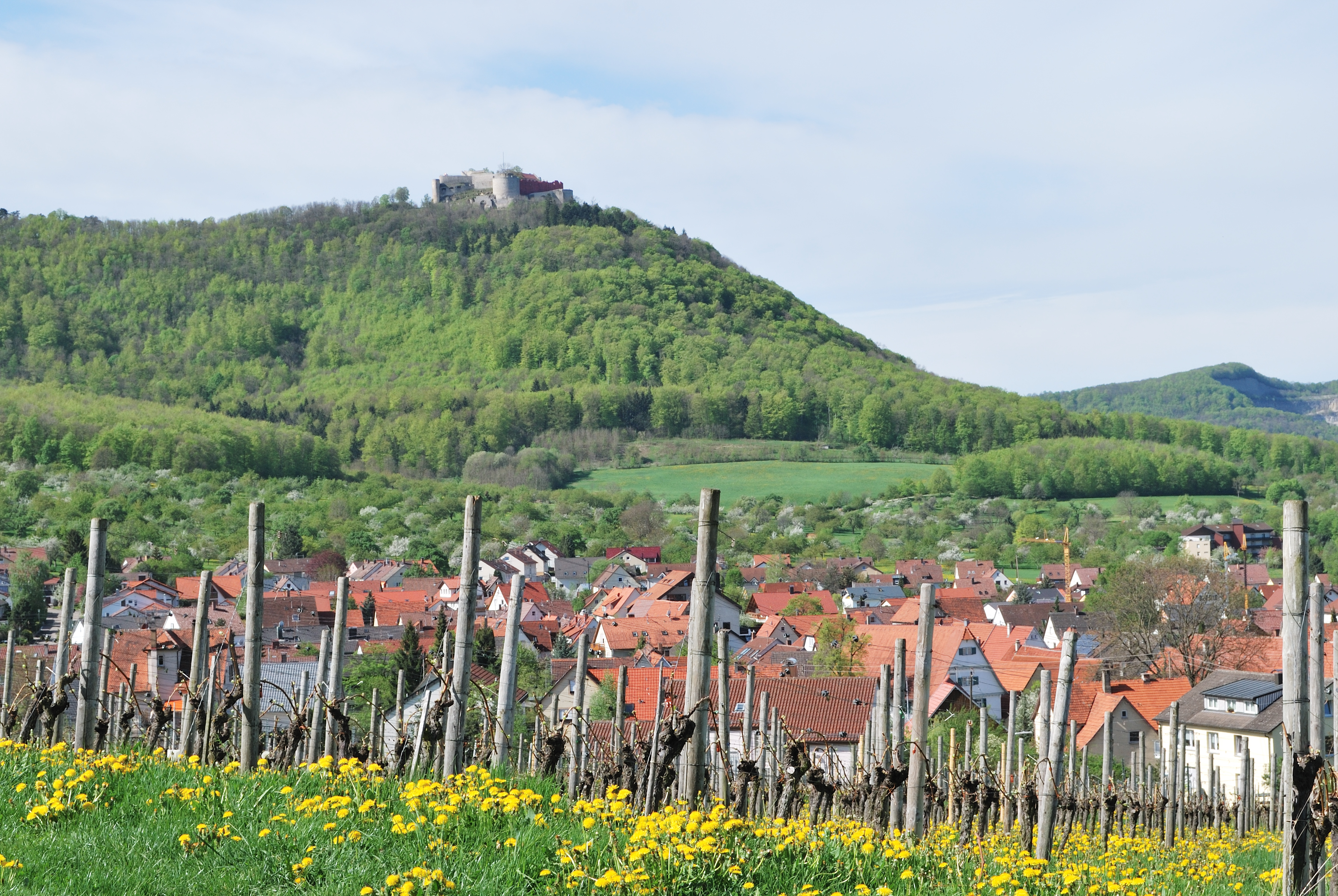
Beuren und die Burg Hohenneuffen

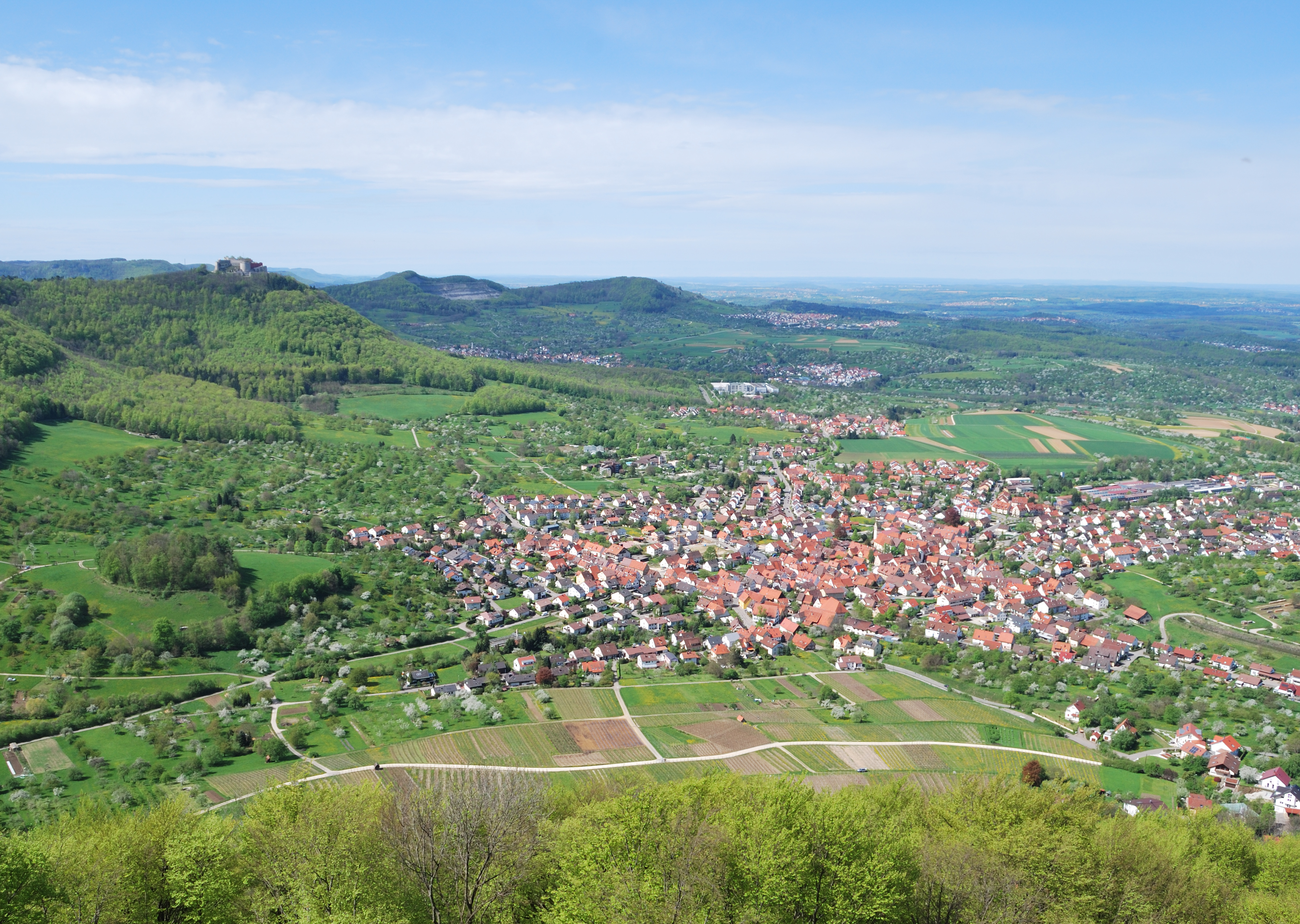
Blick auf Beuren vom Beurener Fels. Im Hintergrund die Burg Hohenneuffen

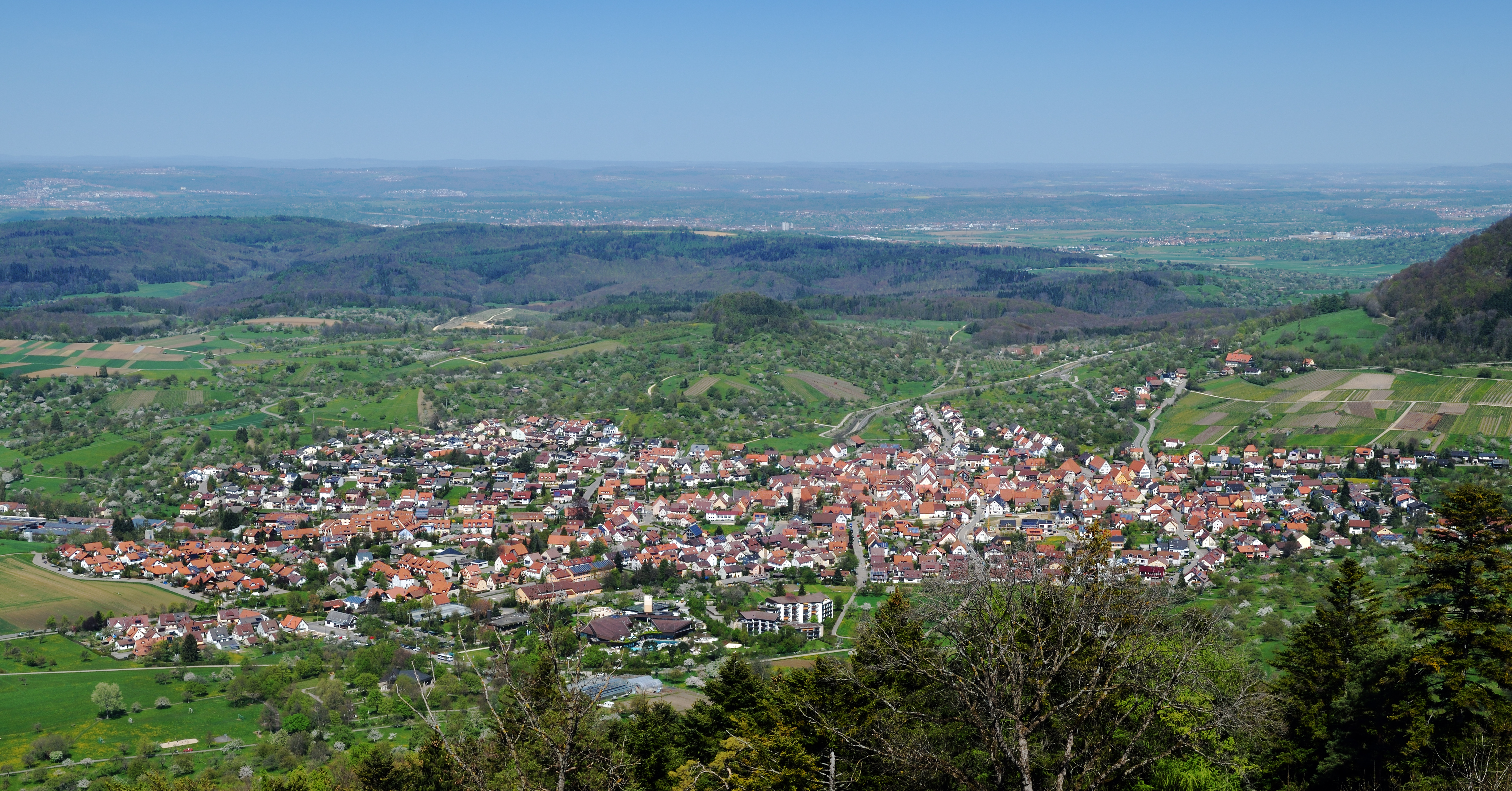
Blick auf Beuren von der Burg Hohenneuffen

Die Einwohnerzahlen sind dem Ortssippenbuch entnommen; es sind Volkszählungsergebnisse (¹) oder amtliche Fortschreibungen des Statistischen Landesamtes (nur Hauptwohnsitze).
| Jahr                | Einwohnerzahlen |
| ------------------- | --------------- |
| 1625                | 652             |
| 1645                | 307             |
| 1700                | 687             |
| 1810                | 1.555           |
| 3. Dezember 1834¹   | 1.801           |
| 3. Dezember 1861¹   | 1.795           |
| 1. Dezember 1900¹   | 1.571           |
| 17. Mai 1939¹       | 1.582           |
| 29. Oktober 1946¹   | 2.240           |
| 13. September 1950¹ | 2.243           |
| 6. Juni 1961¹       | 2.569           |

| Jahr              | Einwohnerzahlen |
| ----------------- | --------------- |
| 27. Mai 1970¹     | 2.864           |
| 25. Mai 1987¹     | 3.233           |
| 31. Dezember 1990 | 3.438           |
| 31. Dezember 1995 | 3.449           |
| 31. Dezember 2000 | 3.331           |
| 31. Dezember 2005 | 3.401           |
| 31. Dezember 2010 | 3.359           |
| 9. Mai 2011¹      | 3.341           |
| 31. Dezember 2015 | 3.549           |
| 31. Dezember 2020 | 3.679           |

## Politik

### Wappen
Das nach 1930 angenommene Ortswappen zeigt einen nach rechts gerichteten, schwarzen Bockskopf in goldenem Schild. Es knüpft an den im Volksmund früher gebrauchten zweiten Ortsnamen Geißbeuren an. Dieser ist seit 1640 nachweisbar und soll auf die früher hier besonders verbreitete Ziegenhaltung zurückgehen.
Um eine Überschneidung mit den Farben der Landesflagge zu vermeiden, wurden die Wappenfarben nicht in die Gemeindeflagge übernommen. Die 1973 vom Innenministerium verliehene Flagge hat deshalb die Farben Blau-Gelb (Blau-Gold).

### Bürgermeister
- 1804–1839: Christian Friedrich Löw
- 1839: Nicolaus Klaß
- 1840–1853: Ludwig Friedrich Brotbeck
- 1853–1879: Nicolaus Klaß
- 1879–1888: Jacob Klaß
- 1888–1890: Philipp Friedrich Nestel
- 1890–1927: Wilhelm Eugen Schraft
- 1927–1934: Karl Friedrich Schminke
- 1934: Wilhelm König (Amtsverweser)
- 1934–1945: Wilhelm Spanagel[6]
- 1945–1946: August Reuß (Amtsverweser)
- 1946–1948: Helmut Link
- 1948–1983: Willi Gras
- 1983–2015: Erich Hartmann
- seit 2016: Daniel Gluiber

Daniel Gluiber wurde bei der Bürgermeisterwahl am 25. Oktober 2015 mit 59,2 Prozent der Stimmen zum Bürgermeister gewählt. Er trat das Amt am 1. Januar 2016 an. Am 15. Oktober 2023 wurde er mit 96,3 Prozent der Stimmen für eine zweite Amtszeit wiedergewählt.

### Gemeinderat
Der Gemeinderat in Beuren besteht aus den gewählten 14 ehrenamtlichen Gemeinderäten und dem Bürgermeister als Vorsitzendem. Der Bürgermeister ist im Gemeinderat stimmberechtigt.
Die Kommunalwahl am 9. Juni 2024 führte zu folgendem Endergebnis.
| Parteien und Wählergemeinschaften | Parteien und Wählergemeinschaften           | % 2024  | Sitze 2024 | % 2019 | Sitze 2019 | Kommunalwahl 2024 %6050403020100 55,08 % (+3,58 %p)34,47 % (−5,13 %p)10,46 % (+1,56 %p) FWCDUSPD20192024 |
| FW                                | Freie Wähler Beuren-Balzholz                | 55,08   | 8          | 51,5   | 7          | Kommunalwahl 2024 %6050403020100 55,08 % (+3,58 %p)34,47 % (−5,13 %p)10,46 % (+1,56 %p) FWCDUSPD20192024 |
| CDU                               | Christlich Demokratische Union Deutschlands | 34,47   | 5          | 39,6   | 6          | Kommunalwahl 2024 %6050403020100 55,08 % (+3,58 %p)34,47 % (−5,13 %p)10,46 % (+1,56 %p) FWCDUSPD20192024 |
| SPD                               | Sozialdemokratische Partei Deutschlands     | 10,46   | 1          | 8,9    | 1          | Kommunalwahl 2024 %6050403020100 55,08 % (+3,58 %p)34,47 % (−5,13 %p)10,46 % (+1,56 %p) FWCDUSPD20192024 |
| gesamt                            | gesamt                                      | 100,0   | 14         | 100,0  | 14         | Kommunalwahl 2024 %6050403020100 55,08 % (+3,58 %p)34,47 % (−5,13 %p)10,46 % (+1,56 %p) FWCDUSPD20192024 |
| Wahlbeteiligung                   | Wahlbeteiligung                             | 65,11 % | 65,11 %    | 63,6 % | 63,6 %     | Kommunalwahl 2024 %6050403020100 55,08 % (+3,58 %p)34,47 % (−5,13 %p)10,46 % (+1,56 %p) FWCDUSPD20192024 |

### Patenschaft
Um den ehemaligen Einwohnern des donauschwäbischen Dorfes Jarek nach ihrer Flucht im Jahr 1944 wieder einen Ort zu geben, an dem sie sich treffen können, übernahm die Gemeinde Beuren am 25. September 1987 die Patenschaft für die ehemalige Gemeinde Jarek. Am Eingang zum neuen Friedhof wurde ein „Jareker Platz“ mit Brunnen und Gedenkstein angelegt, einmal im Jahr findet in Beuren ein Jareker-Treffen statt.

## Wirtschaft und Infrastruktur
Beuren und Balzholz sind Weinbauorte, deren Lagen zur Großlage Hohenneuffen im Bereich Remstal-Stuttgart gehören. Heute werden auf der Gemarkung Beuren noch ca. acht Hektar und auf der Gemarkung Balzholz ca. zwei Hektar bewirtschaftet.

### Verkehr
Der Anschluss an das überregionale Schienennetz erfolgt bis Neuffen mit dem Bus und ab dort mit der Tälesbahn nach Nürtingen. Nürtingen liegt etwa neun Kilometer entfernt. Die nächste Anschlussstelle der A 8 ist rund zehn Kilometer entfernt in Kirchheim unter Teck-Ost. Es bestehen Busverbindungen nach Erkenbrechtsweiler sowie über Neuffen nach Metzingen.
Durch Beuren verläuft die Landesstraße L 1210 von Neuffen nach Owen. Um die enge und steile Ortsdurchfahrt vom Verkehr zu entlasten, hat das Land Baden-Württemberg mit einem Kostenaufwand von 15 Millionen Euro eine 1,2 Kilometer lange Ortsumgehung gebaut. Im Zuge dieser Umgehung entstand der innerörtliche Beurener Tunnel mit einer Länge von 399 Metern. Die Verkehrsfreigabe erfolgte am 25. Februar 2005.

### Bildungseinrichtungen
Beuren verfügt über eine eigene Grundschule. Weiterführende Schulen können in Neuffen (Hauptschule, Realschule) und Nürtingen (Realschulen, Gymnasien) besucht werden. Außerdem gibt es drei Kindergärten im Ort.

### Ver- und Entsorgung
Beuren wird mit Strom und Gas durch die Stadtwerke Neuffen versorgt. Gas gibt es seit 1907, als in Neuffen das neue Gaswerk in Betrieb genommen wurde. Der Anschluss an das Elektrizitätsnetz erfolgte 1912/14. Wasser erhält Beuren vom Zweckverband Landeswasserversorgung, der 1994 mit dem Zweckverband Blau-Lauter-Gruppe fusioniert hat. Daneben betreibt Beuren noch eigene Quellen, die vom Karstgrundwasser der Schwäbischen Alb gespeist werden. Die Abwasserentsorgung erfolgt im Klärwerk des Abwasserverbands Neuffener Tal in Frickenhausen.

### Abfallentsorgung
Für die Abfallentsorgung ist der Abfallwirtschaftsbetrieb des Landkreises Esslingen zuständig. Es bestehen getrennte Sammlungen für Biomüll, Hausmüll und Papier. Verpackungen werden im Rahmen des Grünen Punktes in sogenannten gelben Säcken gesammelt. Sperrmüll wird gegen Abgabe eines von zwei Gutscheinen jährlich kostenlos abgeholt oder kann zu einer Entsorgungsstation gebracht werden. Bei den Entsorgungsstationen können auch Elektro- und Metallschrott sowie andere wiederverwertbare Stoffe abgegeben werden. Für Sondermüll wie Leuchtstofflampen und Lacke gibt es besondere Problemstoffsammlungen.

### Freizeit- und Sportanlagen
- Panorama Therme Beuren mit Saunalandschaft und Kleinschwimmhalle
- Sportgelände Lettenwälde (an der Straße nach Linsenhofen), zwei Fußballfelder des TSV Beuren (Rasen, Kunstrasen), Tennisanlage des TC Beuren
- Sportplatz Stelle (an der Straße nach Erkenbrechtsweiler), ein Fußballfeld und Stockbahn des Vereins Rot-Weiss Austria

### Wander- und Radwege
Beuren liegt am Fernradweg Alb-Crossing sowie am Fernwanderweg Albsteig (auch Schwäbische-Alb-Nordrandweg). Rund um den Ort befinden sich zudem die drei zertifizierten Rundwanderwege hochgehfestigt, hochgenießen und hochgehlegen.

## Kultur und Sehenswürdigkeiten
Beuren liegt an der Württemberger Weinstraße, die durch alle württembergische Weinregionen an vielen Sehenswürdigkeiten vorbeiführt.

### Museum
Das Freilichtmuseum Beuren ist eines von sieben regionalen Freilichtmuseen in Baden-Württemberg. Es wurde 1995 eröffnet und befindet sich noch im Aufbau. Präsentiert werden hierher versetzte alte Gebäude aus den Räumen Mittlerer Neckar und Schwäbische Alb. Das Museum liegt nordöstlich von Beuren im Gewand Herbstwiesen und zeigt 22 historische Gebäude (Stand 2008). Träger des Freilichtmuseums Beuren ist der Landkreis Esslingen.

### Bauwerke

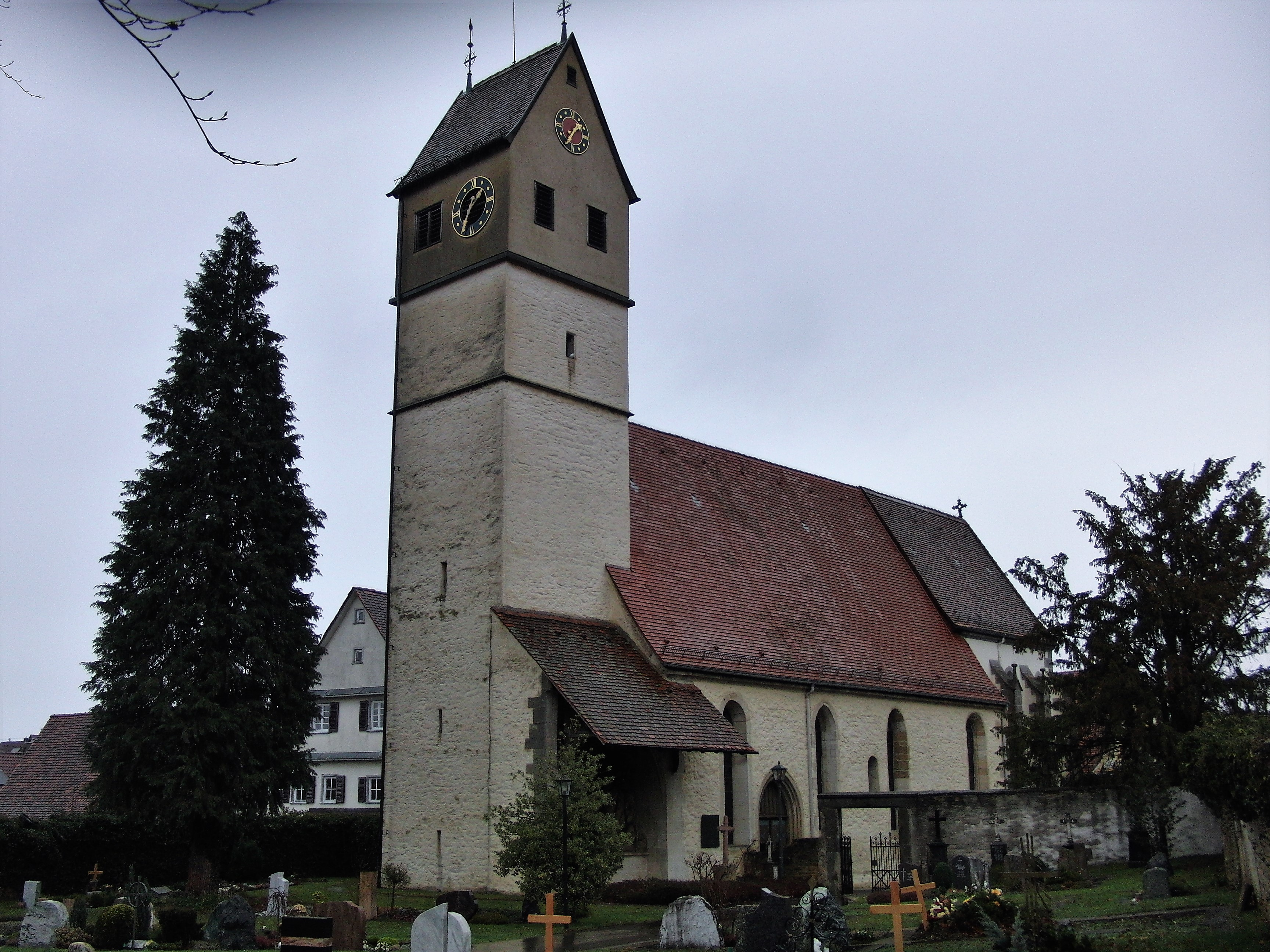
Nikolauskirche Beuren (von Süden, Januar 2018)

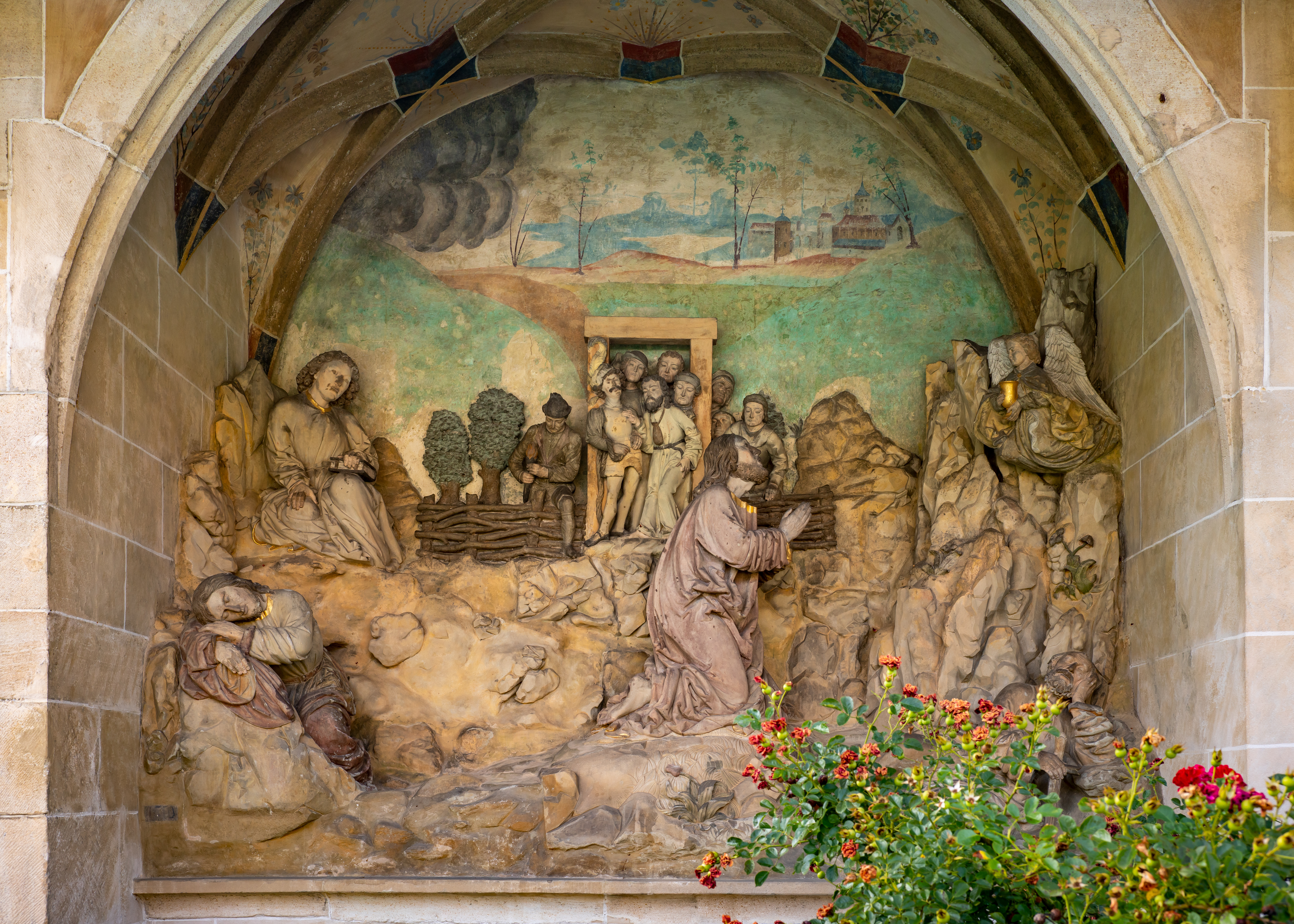
Ölberggruppe von 1510

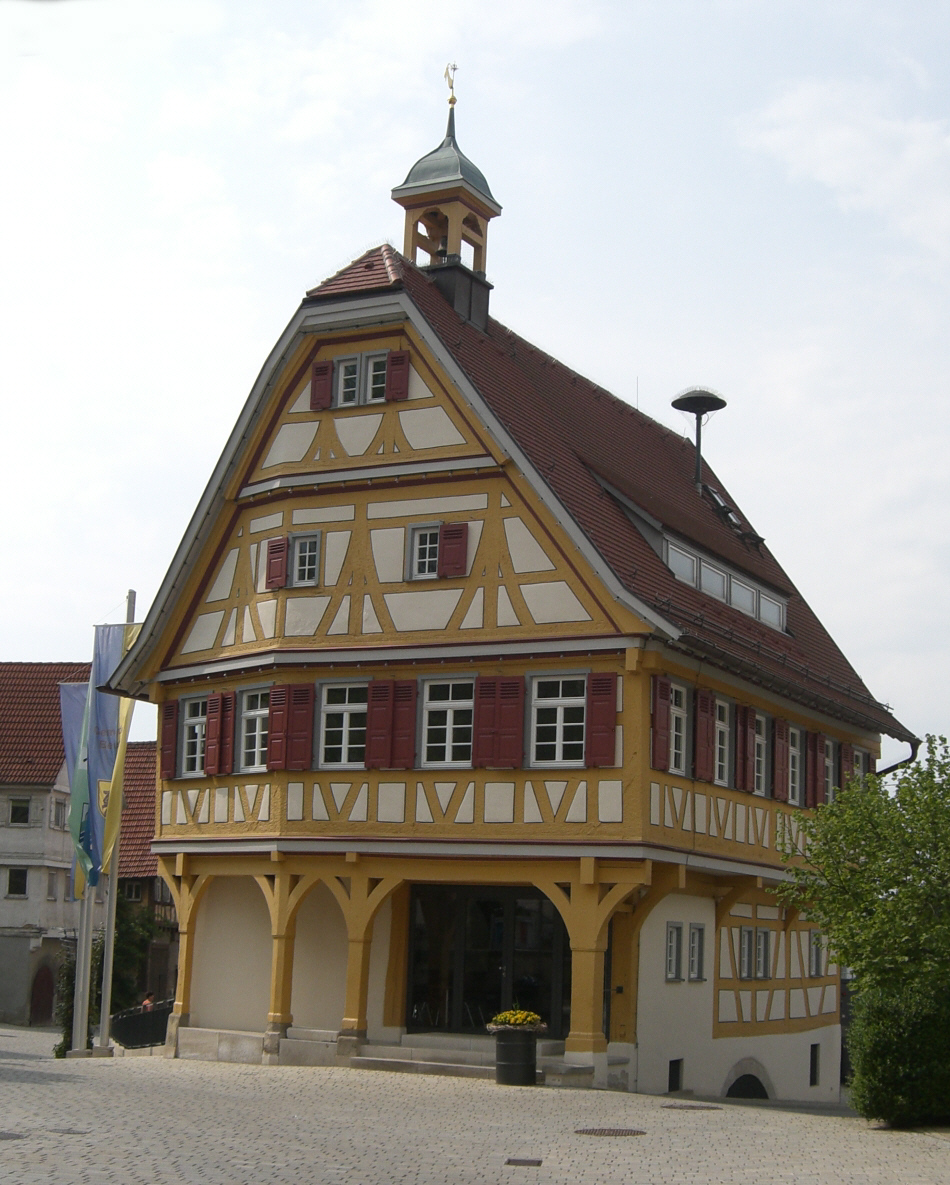
Rathaus Beuren

Beuren hat sich bis heute ein homogenes Ortsbild in der alten Ortsmitte erhalten können, das die Blütezeit des Ortes im 15. und 16. Jahrhundert widerspiegelt. Zu dieser Zeit war Beuren Wallfahrtsort. Eine Wallfahrtskapelle auf dem Engelberg war das Ziel der Pilger. An der Hauptstraße und den angrenzenden Nebenstraßen stehen noch eine Reihe wertvoller alter Fachwerkbauten, zum Teil in stattlicher geschossiger Bauweise. Insgesamt stehen im Ortskern von Beuren 70 historische Gebäude unter Denkmalschutz. Auch das älteste bekannte Firstständerhaus Baden-Württembergs aus dem Jahr 1411/12 gehört dazu.
Mitten in dem historischen Ortskern steht auch die spätgotische Nikolauskirche, die im 15. Jahrhundert an Stelle einer romanischen Kapelle gebaut wurde. Die große Turmglocke stammt aus dem Jahr 1430. Der Chor wurde 1515, zur Zeit der beginnenden Reformation, fertig. Besondere Sehenswürdigkeiten sind ein „Ölberg“ (1510) im Außenbereich an der Südostwand des Turmes und ein etwas älteres kostbares Kleinod in der Kirche, der geschnitzte „Christus auf dem Palmesel“ (um 1470). Die Orgel wurde um 1839 von dem bekannten Orgelbauer Viktor Gruol gebaut und 1978/79 originalgetreu restauriert. Die heutige Innenansicht der Kirche stammt aus dem Jahr 1904. Der Königliche Oberbaurat Heinrich Dolmetsch, ein bekannter Kirchenbaumeister, hat die Kirche in diesem Jahr umgebaut und renoviert. Die Empore stammt übrigens aus der Cannstatter Stadtkirche, die Dolmetsch zum gleichen Zeitpunkt ebenfalls umgebaut hat. Die Nikolauskirche bildet zusammen mit dem frühbarocken Pfarrhaus (Anfang 17. Jahrhundert), der Pfarrscheuer (Ende 15. Jahrhundert), dem Pfarrgarten und dem Kirchhof, der bis zum heutigen Tag für Bestattungen genutzt wird, ein in Württemberg nur noch selten anzutreffendes Ensemble.
Ebenfalls zu den dominanten Kulturdenkmalen Beurens zählt das gegenüber der Kirche stehende Rathaus aus dem Jahr 1556, welches noch zur Blütezeit Beurens errichtet wurde. Seine Grundmauern überwölben den „Beurener Bach“. Unter dem Rathaus befand sich jahrhundertelang eine Heilquelle, das Wasser wurde in der neben dem Rathaus stehenden Badstube (erstmals 1526 erwähnt) genutzt. Anfang des 20. Jahrhunderts versiegte die Heilquelle, die Gründe hierfür wurden nie erforscht.

### Regelmäßige Veranstaltungen
Ende der 1950er und in den 1960er Jahren veranstaltete die Gemeinde mit den ortsansässigen Vereinen in Verbindung mit dem Kindergarten und der Schule im Sommer das Beurener Kinderfest mit einem großen Umzug und Festveranstaltungen. Seit 1987 wurde von den örtlichen Vereinen am zweiten Wochenende im September das Kelterfest rund um die historische Kelter gefeiert. Nach der Fertigstellung der neugestalteten Ortsmitte hat man das Fest 2007 auf den Karlsplatz verlegt, die Tradition wird dort jetzt unter dem Namen Brunnenfest fortgesetzt.

## Persönlichkeiten

### Ehrenbürger
Die Gemeinde Beuren hat folgenden Personen das Ehrenbürgerrecht verliehen:
- 1857: Johann Christian Knecht, Pfarrer

(Beschluss des Gemeinderats vom 3. Januar 1857). Pfarrer Knecht traf bei seinem Amtsantritt in Beuren auf bittere Not in der Bevölkerung. Durch Einführung der Weißstickerei und des Klöppelns verschaffte er der Bevölkerung Einkommensmöglichkeiten. Außerdem kämpfte er gegen die „Bettlermentalität“ nach dem Motto: Wer nicht arbeiten will erhält auch keine Unterstützung.
- 1983: Willi Gras, Bürgermeister

(Beschluss des Gemeinderats vom 18. November 1983). Bürgermeister Gras hat sich um Beuren besondere Verdienste erworben, weil er durch seinen persönlichen Einsatz die Entwicklung zum Kurort ermöglichte. Insbesondere die Erbohrung von Thermalwasser und der Bau des Thermalbades sowie die Verleihung des Prädikats „Ort mit Heilquellen-Kurbetrieb“ sind im Wesentlichen seiner Initiative zu verdanken.
- 2015: Erich Hartmann, Bürgermeister

(Beschluss des Gemeinderats vom 5. Oktober 2015).

### Söhne und Töchter der Gemeinde
- Karl Buck (1813–1898), Landwirt, als „Karle von Beuren“ bekannter Pietist[15]
- August Pfänder (1891–1971), Bürgermeister in Neuffen und Nürtingen
- Gottlob Espenlaub (1900–1972), geboren im Ortsteil Balzholz, Flieger und Flugzeugkonstrukteur
- Karl Albert Pfänder (1906–1990), Holzbildhauer und Kunstdrechsler, Designer für Holzprodukte
- Wolfgang Ischinger (* 1946), Jurist und Völkerrechtler, ehemaliger Diplomat
- Eva Hillesheim (* 1951), Judoka, Europameisterin

### Persönlichkeiten, die mit Beuren verbunden sind
Folgende Personen haben in Beuren gelebt oder leben in Beuren, ohne hier geboren zu sein
- Christian Friedrich Löw (1778–1843), Schultheiß und Landtagsabgeordneter, lebte ab 1805 in Beuren
- Mathilde Planck (1861–1955), Lehrerin, Schriftstellerin, Landtagsabgeordnete, lebte von 1919 bis 1930 in Beuren
- Hermann Kling (1880–1957), Reichstags- und Landtagsabgeordneter, lebte von 1937 bis 1950 als Besitzer des Sonnenhofs in Beuren
- Regina Birner (* 1966), Agrarwissenschaftlerin, lebt in Beuren
- Christian Gentner (* 1985),  langjähriger Fußballspieler beim VfB Stuttgart, ist in Beuren aufgewachsen
- Carina Enoch (* 1987), Fußballspielerin beim 1. FC Saarbrücken, ist in Beuren aufgewachsen
- Thomas Gentner (* 1988), Fußballspieler beim VfR Heilbronn, ist in Beuren aufgewachsen
- Nadine Enoch (* 1989), Fußballspielerin beim SV Jungingen, ist in Beuren aufgewachsen
- Lena Mall (* 9. November 1993 in Stuttgart), Schauspielerin, ist in Beuren aufgewachsen
- Florian Baumann (* 2001), Begleitläufer der deutschen Para-Ski-nordisch-Olympiasiegerin und Weltmeisterin Linn Kazmaier, wuchs in Balzholz auf